# Euscelidia senegalensis
Euscelidia senegalensis là một loài ruồi trong họ Asilidae. Euscelidia senegalensis được Dikow miêu tả năm 2003. Loài này phân bố ở vùng nhiệt đới châu Phi.